# Nuu-chah-nulth
O povo Nuu-chah-nulth (/nuːˈtʃɑːnʊlθ/;), também conhecido como Nootka, Nutka, Aht, Nuuchahnulth, é um dos povos indígenas da costa noroeste do Pacífico do Canadá. O termo 'Nuu-chah-nulth' é usado para descrever quinze nações separadas, mas relacionadas, como a nação Primeira Nação Nuchatlaht, cujo lar tradicional é o noroeste do Pacífico na costa oeste da Ilha de Vancouver.
Na época antes do contato com os europeus e após, o número de nações era muito grande, mas a varíola e outros males, consequência do contato resultou no desaparecimento de muitos grupos e a absorção por outras nações vizinhas. Os Nuu-chah-nulth são relacionados aos Kwakwaka'wakw, os Haisla, e os Nitinaht. A  língua Nuu-chah-nulth é parte do grupo de línguas Wakashan.

## História

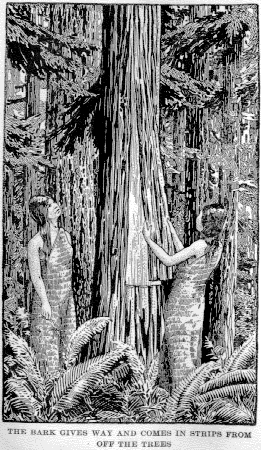
Fazendo fibras têxteis de cedro

Quando James Cook primeiro encontrou os habitantes de Yuquot, na Colúmbia Britânica em 1778, eles o direcionaram para "dar voltas"  (Nuu-chah-nulth nuutkaa significa "dar voltas em torno") com o seu navio na baía. Cook interpretou isto como um nome nativo - a partir de então aplicado para todos os habitantes da região - para a baía (que desde então foi chamada de Baía de Nootka). Em 1978 o termo Nuu-chah-nulth (nuučaan̓uł, significando "ao longo das montanhas"  foi escolhido como um termo coletivo para descrever as nações relacionadas entre si do oeste da ilha de Vancouver. Tal fato foi o resultado culminante da aliança, firmada em 1967, entre as várias nações como estratégia de uma voz política unificada. O povo Makah do estado de Washington, Estados Unidos, é frequentemente relacionado ao povo Nuu-chah-nulth.
Os Nuu-chah-nulth estão entre os primeiros povos da costa do Pacífico ao norte da Califórnia a entrar em contato com os europeus. A disputa entre a Espanha e o Reino Unido para o controle da baía de Nootka Sound acarretou uma acirrada disputa internacional cerca de 1790, chamada de Crise de Nootka. Esta crise foi resolvida com a Convenção de Nootka da década de 1790, na qual a Espanha concordou em abandonar seus direitos exclusivos sobre a costa do Pacífico norte. Negociações para resolver a disputa foram abrigadas sob a hospitalidade do poderosos chefe dos Nuu-chah-nulth Mowachaht de Nootka Sound, Maquinna.
Maquinna capturou o navio mercante Boston em março de 1803. Ele e seus homens assassinaram o capitão, a tripulação e todos os passageiros, poupando somente duas pessoas, que se tornaram seus escravos. John R. Jewitt escreveu um conto sobre o sequestro, hoje considerado um clássico, sobre os anos em que ele e seu companheiro foram forçados a se integrar na sociedade dos Nuu-chah-nulth. Este livro é intitulado Narrativa das Aventuras e Sofrimentos de John R. Jewitt, único sobrevivente da tripulação do navio Boston, e sua estada de aproximadamente três anos entre os selvagens de Nootka Sound: com uma narrativa sobre as maneiras, modo de vida e opiniões religiosas dos nativos (Narrative of the Adventures and Sufferings of John R. Jewitt, only survivor of the crew of the ship Boston, during a captivity of nearly three years among the savages of Nootka Sound: with an account of the manners, mode of living, and religious opinions of the natives). Esta é uma fonte muito útil para informação histórica sobre vários aspectos da vida diária, incluindo a caça e preparação dos alimentos, a manufatura de roupas e acessórios, vestimentas e penteados e pintura corporal, sistema de governo e punições, canoas, hábitos de guerra e crenças espirituais.
Em 1811, o navio mercante Tonquin foi destruído na Baía de Clayoquot quando sua tentativa de fazer comércio foram frustradas por um ataque dos Nuu-chah-nulth em resposta a um insulto feito pelo capitão da embarcação. O único sobrevivente da tripulação, depois que esta foi assassinada, incendiou a própria embarcação. Muitos nativos foram mortos e o sobrevivente escapou para contar a história.
Desde o tempo dos primeiros contatos com os exploradores europeus até 1830, mais de 90% dos Nuu-chah-nulth foram mortos por malária, e varíola, e pela turbulência cultural resultante do contato com os ocidentais.

## Tribos

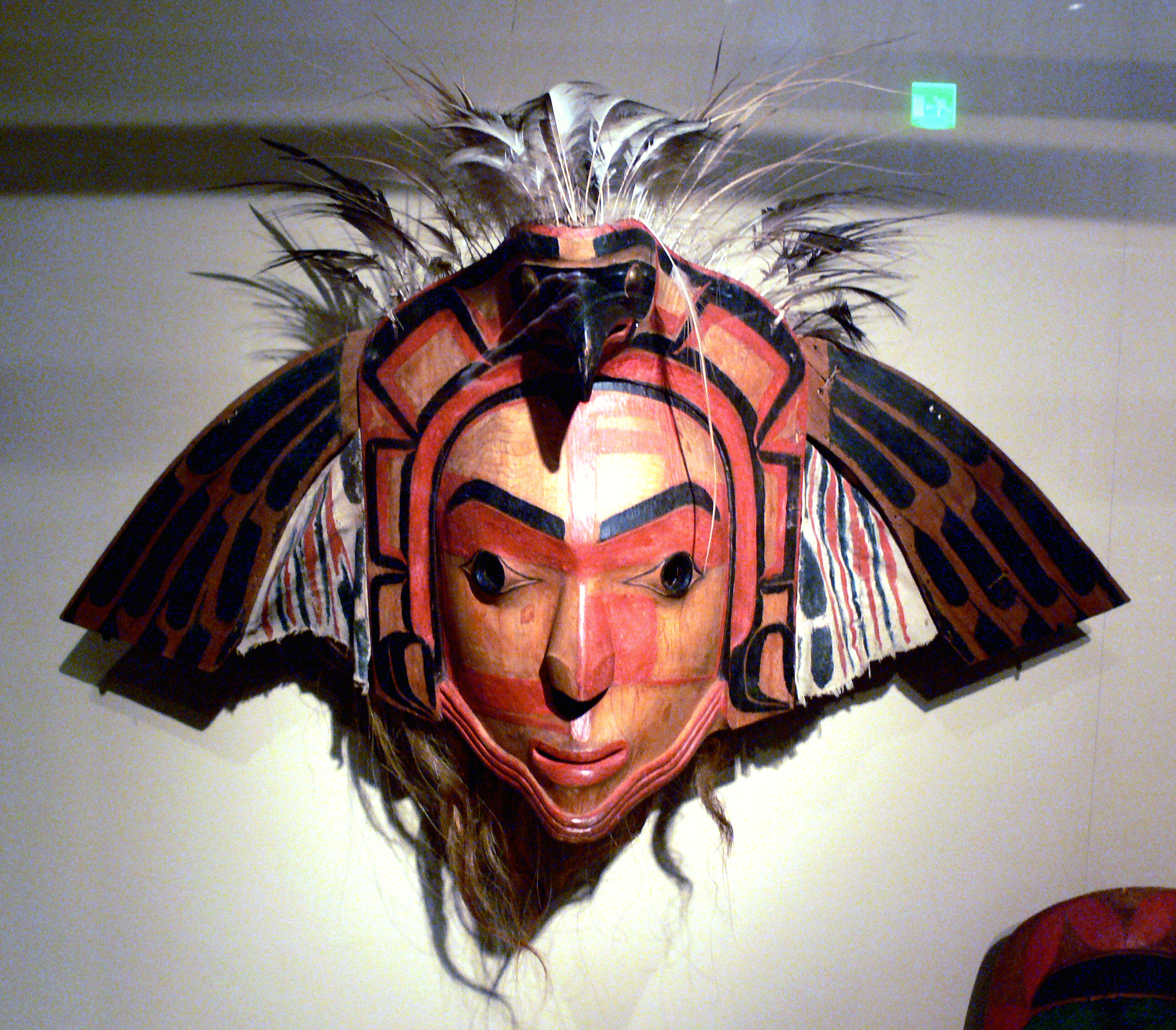
Máscara Nootka de águia com asas móveis, Museu Etnológico de Berlim

1. Ahousaht: (população acima de 2.000) formada da fusão entre os Ahousaht e os Kelsemeht em 1951;
2. Ehattesaht; (população 294)
3. Hesquiaht; (população 653)
4. Kyuquot/Cheklesahht; (população 486)
5. Mowachaht/Muchalahts: (população 520) formalmente a tribo Nootka;
6. Nuchatlaht; (população 165)
7. Huu-ay-aht: (formalmente Ohiaht); (população 598)
8. Hupacasath (formalmente Opetchesaht); (população 256)
9. Tla-o-qui-ahts: (formalmente Clayoquot); (população 881)
10. Toquaht; (população 117)
11. Tseshaht; (população 1.002)
12. Uchucklesaht; (população 181)
13. Ucluelet. (população 606)

A população total para as 14 nações é 8.147 de acordo com o registro do Conselho Tribal dos Nuu-chah-nulth de fevereiro de 2006.
A tribo Ditidaht (população 690), embora afiliada politicamente e culturamente com os Nuu-chah-nulth, são independentes, situação similar a dos Pacheedaht, que não são politicamente filiados ao Conselho Tribal dos Nuu-chah-nulth.
Depois do contato com os europeus, várias tribos foram dizimadas, como os Hupacasath, Huu-ay-aht, Ka;'yu;k't'h'/Che;k'tleset'h' e os Tseshaht.

## Cultura

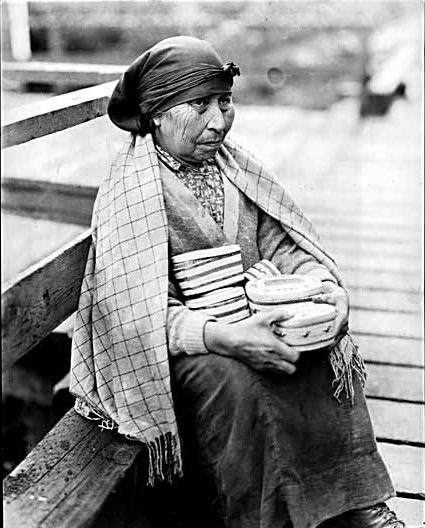
Mulheres nuu-chah-nulth com cestas à venda, feitas por elas mesmas, foto da década de 1930

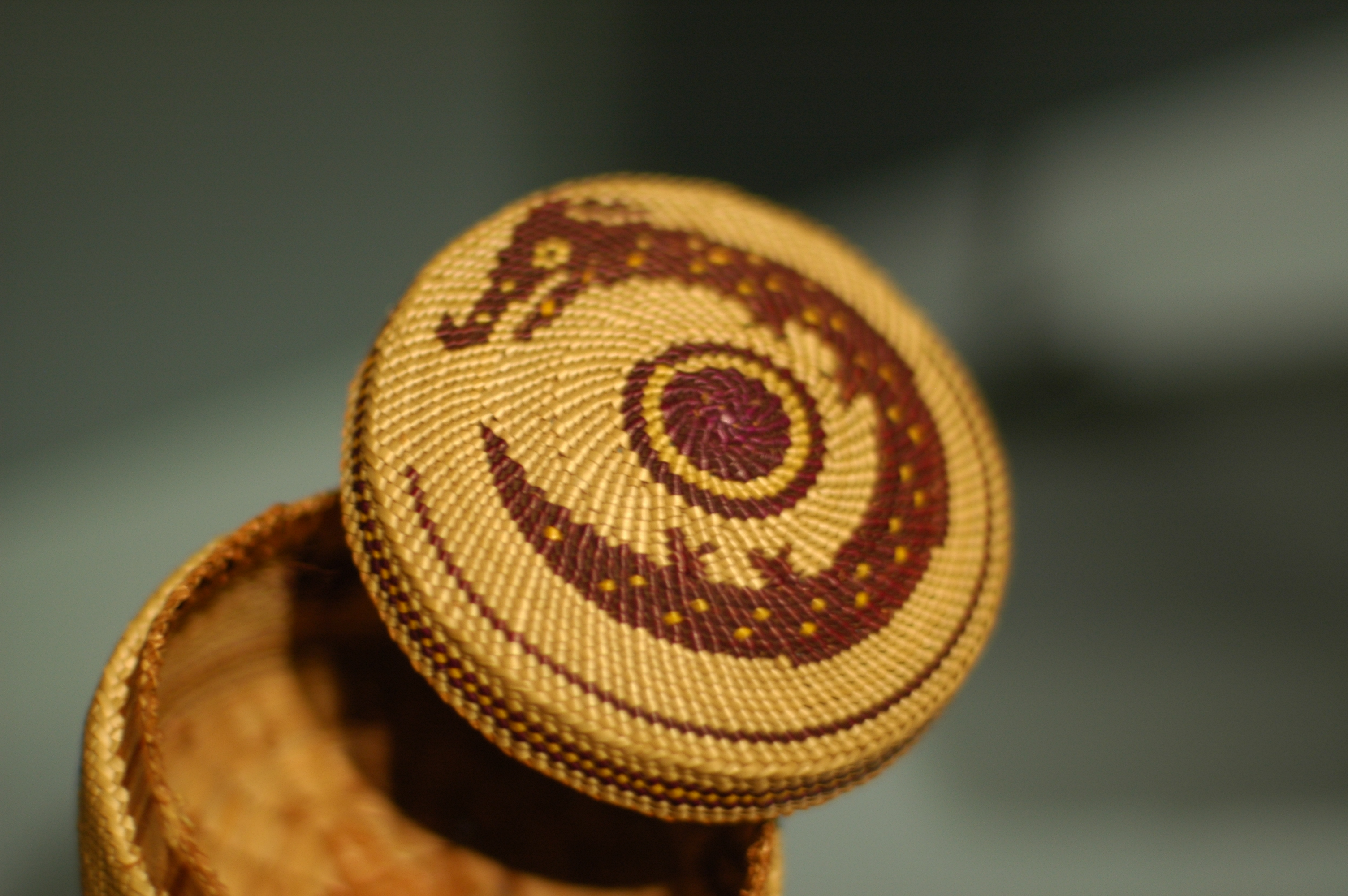
Nuu-chah-nulth basket about two inches wide

Os Nuu-chah-nulth são um dos poucos grupos humanos da Costa do Pacífico que caçam baleias. A caça desses animais é essencial para a sua cultura e espiritualidade. Ela é refletida nas estórias, canções, nomes, genealogias e numerosos nomes de territórios da tribo. Talvez o mais famoso artefato Nuu-chah-nulth seja o Santuário dos Baleeiros de Yuquot, um templo usado nos ritos de preparação para a caça dos baleeiros da tribo. Composto por uma série de postes retratando figuras espirituais e os ossos dos antepassados baleeiros, é atualmente armazenada no Museu Americano de História Natural, em Nova Iorque. Foi o tema do filme A lavagem das Lágrimas, dirigido por Hugh Brody, que narra a redescoberta dos ossos e outros artefatos no museu e as viagens dos Mowachaht, proprietários originais do santuário, que procuravam reavê-los.

### Alimentação
Embora o salmão fosse uma parte importante da dieta dos Nuu-chah-nulth, tradicionalmente o povo também alimentava-se de vários outros animais terrestres, plantas, aves aquáticas e frutos do mar. Desde tempos imemoriais, o povo Nuu-chah-nulth tem confiado  em seu meio de sustento. É por meio desse relacionamento que eles definiram sua cultura, necessidades nutricionais, composição genética, e economias.
Em um esforço para fortalecer o ressurgimento das dietas tradicionais, o Conselho Tribal Nuu-Chah-nulth e dezesseis nações Nuu-Chah-nulth contribuíram para a publicação de um livro de receitas com alimentos tradicionais, "Čamus: O Estilo Nuu-chah-nulth do Pacífico Ocidental". O livro de 90 páginas concentra-se em receitas tradicionais e ingredientes sazonais da costa oeste de Vancouver Island e do Norte de Washington. Combina a cozinha das nações Nuu-chah-nulth com dicas de culinária, observações culturais e anedotas de história oral, o autor, Čamus (chum-us), apresenta ingredientes tradicionais e selvagens.
Reunindo a sabedoria dos mais velhos com a arte culinária da Costa Oeste, Čamus explora a arte de preparar um salmão e como pescar, bem como receitas para algas marinadas, entre outras técnicas tradicionais. Čamus mostra uma forma tradicional de comer, promovendo um estilo de vida saudável, como os princípios defendidos pelo movimento slow food.

### Potlatch
Os Nuu-chah-nulth e outros povos da Costa do Pacífico são famosos por suas cerimônias potlatch, nas quais os anfitriões honram os convidados com generosos presentes. O termo "potlatch" é de origem Nuu-chah-nulth. O propósito do potlatch é múltiplo: distribuição da riqueza, conferência, manutenção e reconhecimento de status social, reforçando alianças, a celebração e solenização de casamentos, e comemorações de eventos importantes.